# Alliopsis brevior
Alliopsis brevior är en tvåvingeart som beskrevs av Huckett 1965. Alliopsis brevior ingår i släktet Alliopsis och familjen blomsterflugor. Inga underarter finns listade i Catalogue of Life.